# Santa Marina
Santa Marina ist eine italienische Gemeinde mit 3239 Einwohnern (Stand 31. Dezember 2023) in der Provinz Salerno in der Region Kampanien. Der Ort ist Teil der Comunità Montana del Bussento.

## Geografie
Die Nachbargemeinden sind Ispani, Morigerati, San Giovanni a Piro, Torre Orsaia, Tortorella und Vibonati. Die Ortsteile sind Lupinata, Poria und Policastro Bussentino. Letzterer Ortsteil ist Mitglied der Costiera Cilentana und Namensgeber der Meeresbucht, des Golf von Policastro.
Policastro Bussentino, die „Vielbefestigte“ geht auf eine unbekannte antike Siedlung zurück, die nach der Eroberung durch den Normannen Robert Guiskard im 11. Jahrhundert völlig überbaut und neu befestigt wurde. Teile der normannischen Ringmauer, die das kleine historische Zentrum umgibt, sind noch erhalten; auf dem Hügel über der Stadt finden sich Ruinen eines Kastells aus dem Jahre 1397.
Policastro war von 592 bis 1986 Bischofssitz. Am 30. September 1986 wurde das Bistum Policastro dem Bistum Teggiano angegliedert, das damit zum Bistum Teggiano-Policastro wurde.
Die Kathedrale Santa Maria Assunta, jetzt Konkathedrale, die 1079 eingeweiht wurde, gehört zu den wichtigsten Baudenkmälern des Cilento. Sie wurde anstelle eines antiken Tempels, beziehungsweise eines byzantinischen Vorgängerbaus errichtet – aus dieser Zeit sind noch Teile der Krypta erhalten. Im Langhaus sind Umbauten späterer Epochen zu sehen, z. B. ein Grabmal aus dem 15. Jahrhundert. Aus der frühen Neuzeit ist der Majolika-Boden mit eingelassenen Sarkophagen von Bischöfen vollständig erhalten. Die farbig bemalte Holzdecke stammt aus dem Jahre 1655.

Kathedrale Santa Maria Assunta
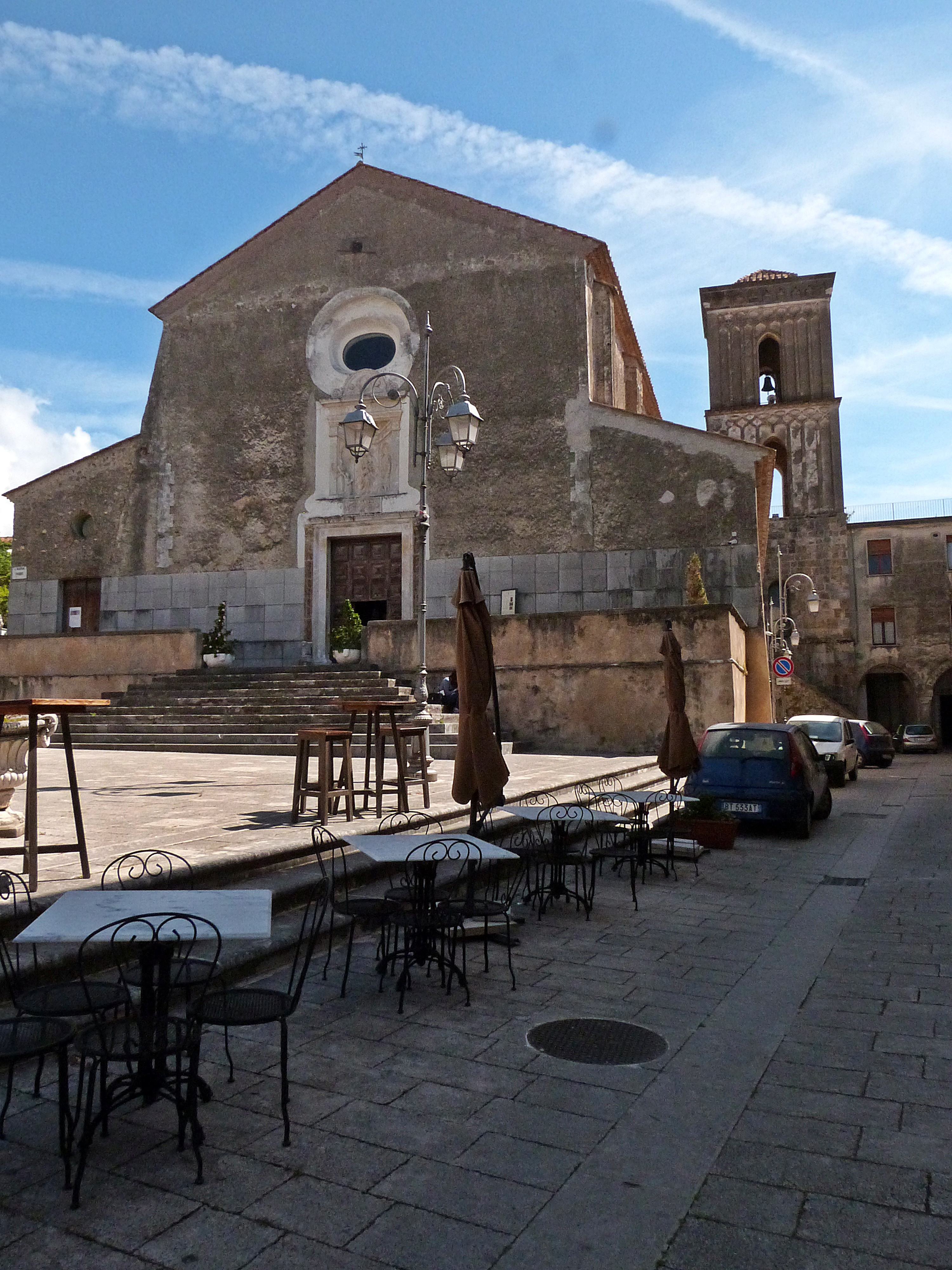
Außenansicht
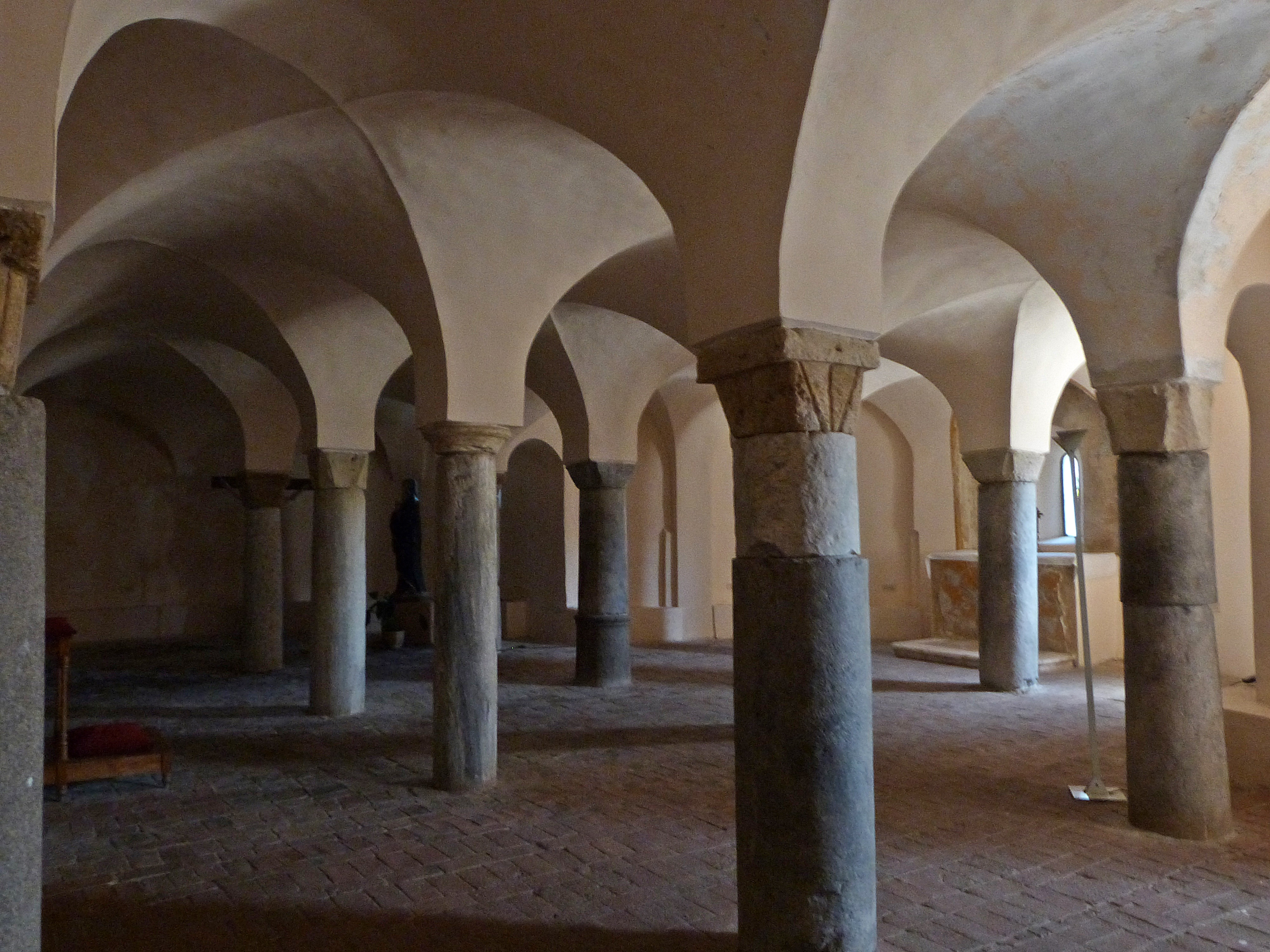
Krypta
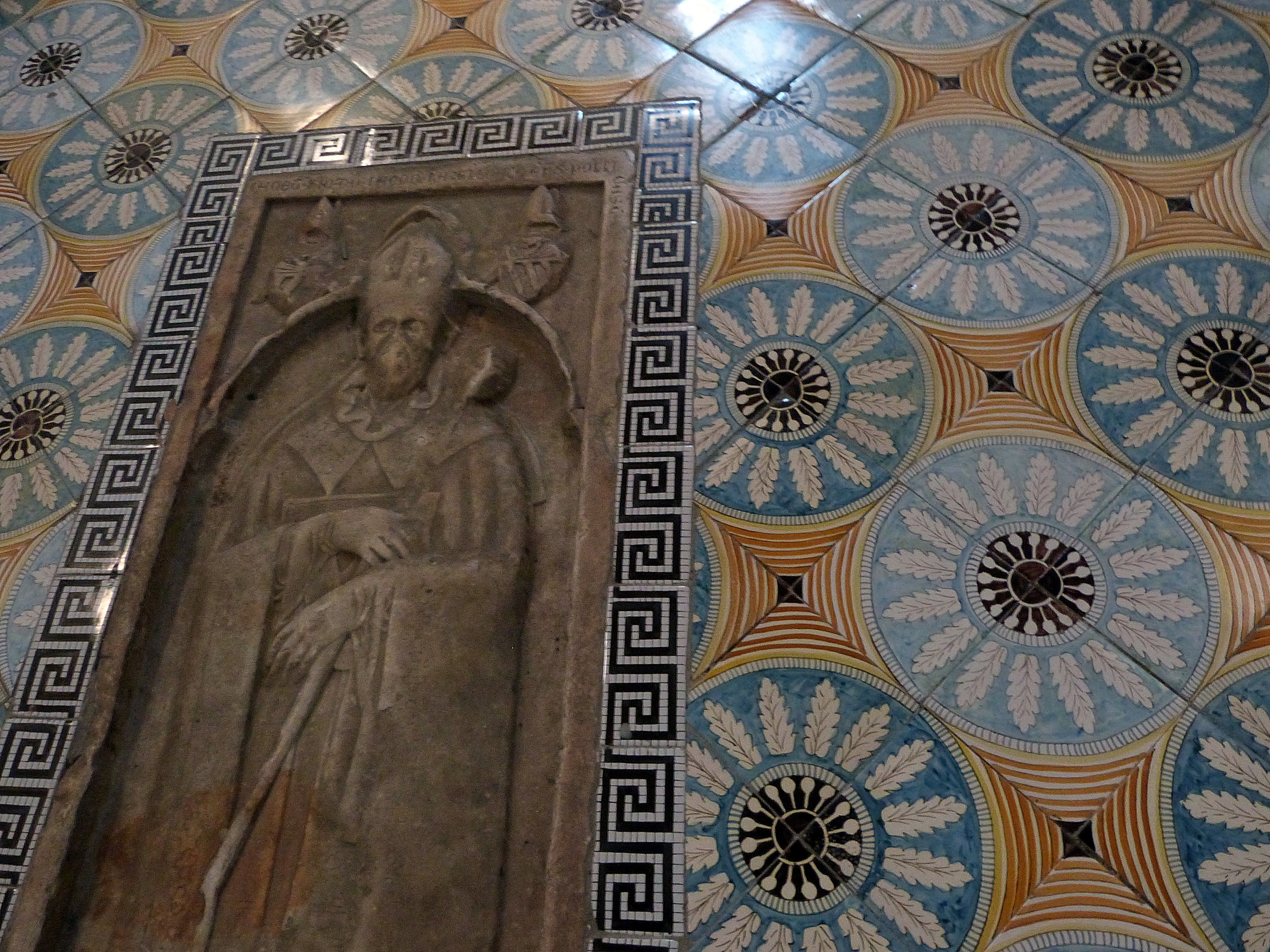
Majolika-Boden
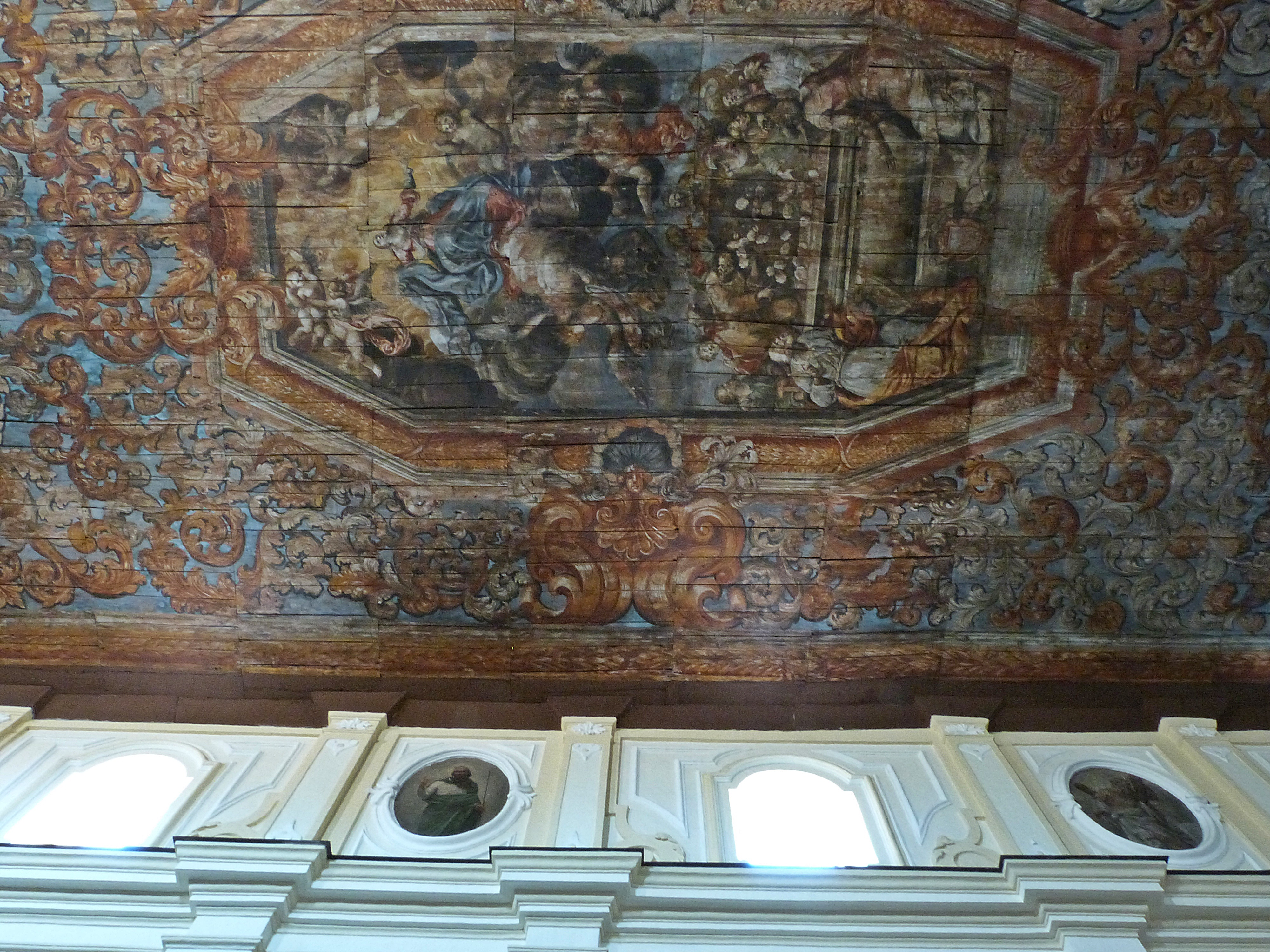
Holzdecke